# كهف ماتوبي
كهف ماتوبي هو كهف يقع في نجد جبل هويو، غابة إيتوري المطيرة، جمهورية الكونغو الديمقراطية. عثر علماء الآثار على أدلة على العصر الحجري المتأخر تمتد لأكثر من 40000 سنة. يحتوي الكهف على بعض أقدم الأدلة في العالم على تقنيات أدوات ميكروليث.
على الرغم من وجود الكهف في الغابات المطيرة، إلا أن دليلًا أشار إلى أن المنطقة كانت عبارة عن سافانا. ومنذ 12,000 لـ3,000 قبل الميلاد، بدأت تغزوها الغابات المطيرة.